# Eutima gracilis
Eutima gracilis är en nässeldjursart som först beskrevs av Forbes och Harry D.S. Goodsir 1853.  Eutima gracilis ingår i släktet Eutima och familjen Eirenidae. Det är osäkert om arten förekommer i Sverige. Inga underarter finns listade i Catalogue of Life.